# Саморядово (Московская область)
Саморядово — деревня, на реке Саморядовке, находящаяся в Дмитровском районе Московской области, в 4 км от станции Катуар. Население — 19 чел. (2010).

## Достопримечательности
Деревня известна своей усадьбой графа Катуар, в которой долгое время был детский санаторий. В начале XXI века санаторий сгорел, в настоящий момент планируется реконструкция.

## Население
| 2002 | 2006 | 2010 |
| ---- | ---- | ---- |
| 36   | ↘26  | ↘19  |